# الکساندر بروم
الکساندر بروم (انگلیسی: Alexander Brome; ۱ ژانویهٔ ۱۶۲۰ – ۳۰ ژوئن ۱۶۶۶) یک شاعر اهل بریتانیا بود.